# Plagithmysus longipes
Plagithmysus longipes är en skalbaggsart som först beskrevs av Sharp 1900.  Plagithmysus longipes ingår i släktet Plagithmysus och familjen långhorningar. Inga underarter finns listade i Catalogue of Life.